# Hájek (Broumovská vrchovina)
Hájek je kopec v Javořích horách, východně od horní části vesnice Šonov. Celá hora se nachází v ČR. Jedná se o vedlejší vrchol na hřbítku vybíhajícím z hory Głowy.

## Hydrologie
Hora náleží do povodí Odry. Vody odvádějí přítoky Stěnavy, hlavně Šonovský potok a jeho přítoky.

## Vegetace
Hora je převážně zalesněná, jen místy se nachází menší paseky. Na polské straně hřebene však sahají louky až nahoru k hraniční čáře. Na české straně se nachází v blízkosti hory Střelcova louka, pozůstatek kdysi rozsáhlejších luk, které byly zalesněny (většinou smrkem) ve 2. polovině 20. století.

## Ochrana přírody
Kopec leží v CHKO Broumovsko.